# Louis Lougen
Louis Lougen OMI (né en 1952 à Buffalo dans l'État de New York) est un religieux américain, actuel supérieur de la congrégation missionnaire des oblats de Marie-Immaculée. 

## Biographie
Il fait connaissance des oblats pendant ses études secondaires à la Bishop Neumann High School  de Buffalo. Il intègre le juniorat de Newburgh en 1970. Il prononce ses premiers vœux en 1973 au noviciat de Godfrey (Illinois),  et ses vœux perpétuels en 1976 au couvent de Newburgh. Il fait ensuite ses études de philosophie et de théologie au séminaire des oblats à Washington. Il est ordonné prêtre en 1979 à Washington et envoyé directement comme missionnaire au Brésil (où il avait fait déjà une mission de six mois en tant que diacre) dans l'archidiocèse de São Paulo s'occuper de paroisses, du recrutement et de la formation des oblats. Il devient ensuite membre de la direction de la province du Brésil des oblats (de 1985 à 1994), puis retourne aux États-Unis où il est curé de la paroisse des Saints-Anges de Buffalo et vice-directeur du pré-noviciat. Il est ensuite maître des novices au couvent de Godfrey en 2002, puis provincial en 2005. Le 28 septembre 2010, il est élu par le chapitre général qui se tient à Rome, supérieur général des oblats de Marie-Immaculée. Il est alors âgé de 58 ans. Son mandat est reconduit en 2016. Le Père Lougen insiste sur la nécessité de former des communautés interculturelles, toujours fidèles au charisme de la prédication de l'Évangile aux pauvres et aux plus démunis. 
Il parle anglais, portugais et espagnol.

## Prise de position
En mars 2022, dans le cadre de l'affaire Johannes Rivoire, le leader de l'Inuit Tapiriit Kanatami, Natan Obed (en), s'entretient à Rome avec Louis Lougen. Ce dernier lui indique qu'il a personnellement contacté le prêtre Johannes Rivoire, membre des Oblats, afin de lui ordonner de retourner au Canada. Le prêtre, accusé d'actes pédophiles, a refusé de quitter la France. Néanmoins Louis Lougen s'est engagé de travailler de concert avec la communauté inuit afin d'obtenir le jugement de Johannes Rivoire.